# Astragalus koschukensis
Astragalus koschukensis är en ärtväxtart som beskrevs av Pierre Edmond Boissier. Astragalus koschukensis ingår i släktet vedlar, och familjen ärtväxter. Inga underarter finns listade i Catalogue of Life.